# Dischidia tomentella
Dischidia tomentella là một loài thực vật có hoa trong họ La bố ma. Loài này được Ridl. mô tả khoa học đầu tiên năm 1911.